# Vallée de Cestrède
Pour les articles homonymes, voir Cestrède (homonymie).
La vallée de Cestrède est une vallée de la chaîne de montagnes des Pyrénées située administrativement dans les communes de Gavarnie-Gèdre et Luz-Saint-Sauveur en Lavedan, dans le département français des Hautes-Pyrénées.

## Toponymie
En gascon, une cestrède est l'endroit où pousse l'achillée millefeuille (Achillea millefolium).

## Géographie

### Situation
Orientée ouest-est, la vallée s'étend sur environ 7. km avec une largeur entre 2 km et 4 km. Elle est située entre la vallée de Lutour à l’ouest, la vallée d'Aspé au sud, la vallée de Luz-Saint-Sauveur au nord et le gave de Gavarnie qui longe la route départementale 921 à l'est. Elle se trouve dans le massif d'Ardiden.
Elle est comprise entièrement dans les communes de Gavarnie-Gèdre et  de Luz-Saint-Sauveur.

### Topographie
La haute vallée, où le gave de Cestrède prend sa source, est dominée par le pic de Cestrède (2 947 m) et se termine par un petit cirque glaciaire nommé Oule de Cestrède. De là, elle communique avec :
- la vallée d'Aspé par le col de l'Oule (2 556 m) ou la hourquette d'Arrouyes (2 214 m) ;
- Estom Soubiran par le col de Malh Arrouy (2 745 m) ;
- la vallée de Lutour par le col de Hount Hérède (2 704 m) et de Culaus (2 565 m).

Au pied du cirque se trouve un petit lac, eth Lacot dera Oule ou Lacot d'Era Oule (2 296 m), puis la haute vallée descend doucement jusqu'au lac de Cestrède.
La vallée du gave de Cestrède est formée de deux parties : la partie basse de la vallée se termine au niveau d'un cirque glaciaire, suit un fort dénivelé, puis la partie haute démarre au niveau du lac de Cestrède. La vallée se trouve entièrement dans le massif d'Ardiden.
Sous le lac de Cestrède, le relief marque un saut à cause du creusement d'un deuxième cirque glaciaire en contrebas qui commence la basse vallée. Au niveau de ce saut de relief, le gave de Cestrède forme la cascade de Soutarra. Il est rejoint au fond du cirque par le ruisseau de l'Oule qui forme une petite vallée au sud. Puis la vallée continue en direction de l'est jusqu'à la vallée de Luz-Gavarnie. En contrebas, avant d'arriver sur la vallée de Luz-Gavarnie, la vallée de Cestrède se resserre et passe progressivement d'une vallée glaciaire à une vallée fluviale.
Au niveau du lac de Cestrède, la haute vallée de Cestrède est rejointe par le ravin du Lac Noir qui lui aussi domine la basse vallée.

### Hydrographie
La vallée de Cestrède est une vallée glaciaire, actuellement creusée par le gave de Cestrède, un affluent gauche du gave de Gavarnie. Il a pour principaux affluents :
- (D) ruisseau de Salhent ;
- (D) ruisseau de l'Oule ;
- (D) barrancou d'Artiguegrane.

## Protection environnementale
La vallée fait partie d'une zone naturelle protégée, classée ZNIEFF de type 1, de 2 292 ha, couvrant quatre communes du département.

## Voies de communication et transports
Pour accéder à la vallée, suivre la route départementale 921 montant en direction de Gavarnie, au bord de la centrale hydroélectrique de Pragnères puis depuis Gèdre par la route d'Ayrues que l'on poursuit jusqu'au parking de Bué (1 436 m).

## Randonnée
Un sentier balisé permet d'atteindre le lac de Cestrède (1 962 m, 0,8 ha). Il emprunte une passerelle sur le ruisseau de l'Oule, non loin d'une source sulfureuse, puis offre une vue sur la cascade de Soutarrã (résurgence).
Après le lac, on peut prendre à droite vers la cabane de Cestrède pour atteindre le lac d'Antarrouyes (2 009 m, 1,1 ha) par un chemin avec passage aérien. Ce lac est situé au débouché du ravin du Lac Noir (2 331 m, 5,2 ha) sur le versant nord de la vallée, au pied de la crête de Bastampe qui monte au pic de Barbe de Bouc. Il alimentait l'ancien canal de Caubarole utilisé pour l'irrigation des prairies de Pragnères.